# Monohidrocalcita
La monohidrocalcita es una forma del mineral hidratado del carbonato de calcio, CaCO3·H2O. Anteriormente se conocía con el nombre de hidrocalcita, que ahora está desacreditado por la Asociación mineralógica internacional. Trata de un mineral trigonal que es blanco en estado puro. La monohidrocalcita no es un mineral común formador de rocas, pero con frecuencia se asocia con otros minerales de carbonato de calcio y magnesio, como calcita, aragonita, lansfordita y nesquehonita .
Se ha observado monohidrocalcita en sistemas de aire acondicionado y en depósitos de leche lunar en cuevas, ambos probablemente formados por la pulverización de fluidos ricos en carbonato. Es bien conocido en Robe en la costa de piedra caliza de Australia del Sur como un componente de las arenas de las playas del lago Fellmongery y del lago Butler, donde se cree que se formaron a partir de espuma de algunas especies de algas. Otros depósitos lacustres incluyen el lago Issyk-Kul, Kirguistán, el lago Kivu, República Democrática del Congo y el lago Solar, Sinaí .
Se ha informado como un componente importante de la descomposición de ikaita en lo alto del fiordo de Ikka, en el oeste de Groenlandia . También se ha encontrado en lugares extraños, que incluyen el interior de los otolitos del tiburón tigre, la vejiga de un conejillo de indias, los corpúsculos calcáreos de un parásito cestodo y las etapas finales de descomposición de la carne putrefacta. del cactus saguaro gigante. Estos sucesos sugieren que procedan de un origen bioquímico.

## Formación de la monohidrocalcita
La monohidrocalcita se forma a través de un precursor de carbonato cálcico amorfo (ACC) rico en Magnesio. Este ACC rico en Magnesio se forma rápidamente (segundos) y luego se transforma en monohidrocalcita mediante disolución y reprecipitación, formándose monohidrocalcita mediante una reacción controlada por nucleación como el crecimiento esferulítico .
Estudios recientes han destacado la importancia del Magnesio en el proceso de formación de monohidrocalcita. Se sabe que la presencia de Magnesio en solución inhibe la formación de vaterita y calcita. Sin embargo, la naturaleza hidratada de la monohidrocalcita significa que no se requiere la deshidratación completa de Magnesio antes de la incorporación de este ión en este mineral y, por lo tanto, es más probable que se forme que las fases de carbonato cálcico anhidro.